# Мустафов, Саид
Саид Шерифов Мустафов (болг. Саид Шерифов Мустафов, р. 13 марта 1933) — болгарский борец-вольник турецкого происхождения, призёр Олимпийских игр.

## Биография
Родился в 1933 году в селе Коноп общины Антоново Тырговиштской области. В 1964 году стал обладателем бронзовой медали Олимпийских игр в Токио. В 1965 году завоевал серебряную медаль чемпионата мира. В 1965—1967 годах становился бронзовым призёром чемпионата мира. В 1968 году принял участие Олимпийских играх в Мехико, занял 4-е место.